# Diócesis de Port-Bergé
La diócesis de Port-Bergé (en latín: Dioecesis Portus Bergen(sis) y en francés: Diocèse de Port-Bergé) es una circunscripción eclesiástica latina de la Iglesia católica en Madagascar, sufragánea de la arquidiócesis de Antsiranana. La diócesis tiene al obispo Georges Varkey Puthiyakulangara, M.E.P. como su ordinario desde el 15 de diciembre de 2013.

## Territorio y organización
La diócesis tiene 23 367 km² y extiende su jurisdicción sobre los fieles católicos de rito latino residentes en parte de la región de Sofía, en los distritos de Boriziny, Mandritsara y Mampikony. El territorio de la diócesis se compone de dos áreas distintas, que aunque contiguas, no tienen conexiones viales directas.
La sede de la diócesis se encuentra en la ciudad de Boriziny (antes llamada Port-Bergé), en donde se halla la Catedral de María Asunta al Cielo.
En 2019 en la diócesis existían 10 parroquias.

## Historia
La diócesis fue erigida el 18 de octubre de 1993 con la bula Venerabiles Fratres del papa Juan Pablo II, obteniendo el territorio de la diócesis de Mahajanga.

## Estadísticas
De acuerdo al Anuario Pontificio 2020 la diócesis tenía a fines de 2019 un total de 24 160 fieles bautizados.
| Año                                                                             | Población            | Población | Población      | Sacerdotes | Sacerdotes    | Sacerdotes    | Bautizados por sacerdote | Diáconos permanentes | Religiosos | Religiosos | Parroquias |
| Año                                                                             | Bautizados católicos | Total     | % de católicos | Total      | Clero secular | Clero regular | Bautizados por sacerdote | Diáconos permanentes | Varones    | Mujeres    | Parroquias |
| ------------------------------------------------------------------------------- | -------------------- | --------- | -------------- | ---------- | ------------- | ------------- | ------------------------ | -------------------- | ---------- | ---------- | ---------- |
| 1999                                                                            | 13 969               | 460 248   | 3.0            | 11         | 8             | 3             | 1269                     |                      | 3          | 22         | 3          |
| 2000                                                                            | 7739                 | 435 822   | 1.8            | 14         | 10            | 4             | 552                      |                      | 5          | 23         | 3          |
| 2001                                                                            | 9890                 | 460 812   | 2.1            | 12         | 8             | 4             | 824                      |                      | 5          | 24         | 4          |
| 2002                                                                            | 9904                 | 461 500   | 2.1            | 12         | 8             | 4             | 825                      |                      | 8          | 30         | 4          |
| 2003                                                                            | 9841                 | 473 040   | 2.1            | 14         | 10            | 4             | 702                      |                      | 8          | 37         | 4          |
| 2004                                                                            | 10 400               | 518 451   | 2.0            | 16         | 12            | 4             | 650                      |                      | 8          | 35         | 4          |
| 2013                                                                            | 20 320               | 718 000   | 2.8            | 18         | 10            | 8             | 1128                     |                      | 13         | 37         | 8          |
| 2016                                                                            | 21 430               | 826 043   | 2.6            | 27         | 20            | 7             | 793                      |                      | 10         | 44         | 9          |
| 2019                                                                            | 24 160               | 895 860   | 2.7            | 33         | 26            | 7             | 732                      |                      | 11         | 55         | 10         |
| Fuente: Catholic-Hierarchy, que a su vez toma los datos del Anuario Pontificio. |                      |           |                |            |               |               |                          |                      |            |            |            |

## Episcopologio
- Armand Toasy (18 de octubre de 1993-15 de diciembre de 2013 renunció)
- Georges Varkey Puthiyakulangara, M.E.P., por sucesión el 15 de diciembre de 2013